# Darrun Hilliard
Darrun Hilliard II, né le 13 avril 1993 à Bethlehem, Pennsylvanie, est un joueur américain de basket-ball. Il évolue au poste d'arrière.

## Biographie

### Carrière universitaire
Entre 2011 et 2015, il joue pour les Wildcats de Villanova en universitaire.

### Carrière professionnelle

#### Pistons de Détroit (2015-2017)
Le 25 juin 2015, il est sélectionné à la 38e position de la draft 2015 de la NBA par les Pistons de Détroit.
Entre le 5 décembre 2015 et le 26 février 2017, il est envoyé plusieurs fois en G-League au Drive de Grand Rapids.

#### Spurs de San Antonio (2017-2018)
Le 28 juin 2017, il est transféré aux Rockets de Houston contre une somme d'argent. Le même jour, il est transféré aux Clippers de Los Angeles, avec Patrick Beverley, Sam Dekker, Montrezl Harrell, DeAndre Liggins, Lou Williams, Kyle Wiltjer, un premier tour de draft 2018 et une somme d'argent en échange de Chris Paul. Le 29 juin 2017, il est libéré par les Clippers et devient agent libre.
Le 11 septembre 2017, il signe un two-way contract avec les Spurs de San Antonio.
Le 1er juillet 2018, à la fin de son contrat, il devient agent libre.

#### Saski Baskonia (2018-2019)
En août 2018, Hilliard rejoint le club espagnol de Saski Baskonia avec lequel il signe un contrat d'un an.

#### CSKA Moscou (2019-2021)
Le 3 juillet 2019, Hilliard signe un contrat d'un an avec le champion d'Europe en titre, le CSKA Moscou.
Le 25 juin 2020, il prolonge pour une saison supplémentaire au mois avec le club russe.

#### Bayern Munich (2021-2022)
En juillet 2021, Hilliard s'engage avec le Bayern Munich pour une saison avec une saison additionnelle en option.

#### Maccabi Tel-Aviv (2022-2023)
Hilliard rejoint le Maccabi Tel-Aviv, club israélien qui participe à l'Euroligue pour la saison 2022-2023.

## Statistiques

### Universitaires
Les statistiques en matchs universitaires de Darrun Hilliard sont les suivantes :
| Saison    | Équipe    | Matchs | Titul. | Min./m | % Tir | % 3pts | % LF | Rbds/m. | Pass/m. | Int/m. | Ctr/m. | Pts/m. |
| --------- | --------- | ------ | ------ | ------ | ----- | ------ | ---- | ------- | ------- | ------ | ------ | ------ |
| 2011-2012 | Villanova | 29     | 9      | 18,0   | 37,3  | 29,2   | 76,7 | 2,45    | 0,97    | 0,45   | 0,28   | 4,76   |
| 2012-2013 | Villanova | 34     | 34     | 29,9   | 40,3  | 31,5   | 73,9 | 2,47    | 1,65    | 1,65   | 0,29   | 11,35  |
| 2013-2014 | Villanova | 34     | 34     | 29,1   | 48,6  | 41,4   | 71,8 | 3,65    | 2,65    | 1,29   | 0,50   | 14,29  |
| 2014-2015 | Villanova | 35     | 35     | 28,8   | 44,0  | 38,7   | 79,6 | 3,11    | 2,11    | 1,80   | 0,34   | 14,31  |
| Total     | Total     | 132    | 112    | 26,8   | 43,6  | 36,7   | 74,8 | 3,03    | 1,88    | 1,33   | 0,36   | 11,45  |

### Professionnelles

#### Saison régulière NBA
| Saison    | Équipe      | Matchs | Titul. | Min./m | % Tir | % 3pts | % LF | Rbds/m. | Pass/m. | Int/m. | Ctr/m. | Pts/m. |
| --------- | ----------- | ------ | ------ | ------ | ----- | ------ | ---- | ------- | ------- | ------ | ------ | ------ |
| 2015-2016 | Détroit     | 38     | 2      | 10,1   | 39,7  | 38,0   | 72,5 | 1,18    | 0,71    | 0,24   | 0,03   | 4,00   |
| 2016-2017 | Détroit     | 39     | 1      | 9,8    | 37,3  | 26,1   | 75,0 | 0,85    | 0,85    | 0,28   | 0,05   | 3,26   |
| 2017-2018 | San Antonio | 14     | 0      | 6,8    | 26,3  | 0,0    | 85,7 | 0,50    | 0,79    | 0,14   | 0,00   | 1,14   |
| Carrière  | Carrière    | 91     | 3      | 9,4    | 37,7  | 30,4   | 74,7 | 0,93    | 0,718   | 0,24   | 0,03   | 3,24   |

## Palmarès

### Universitaire
- Second-team All-American – SN (2015)
- Big 5 Player of the Year (2015)
- First-team All-Big East (2015)
- Robert V. Geasey Trophy (2015)
- Big East Honorable Mention (2014)
- Big East Co-Most Improved Player (2014)

### Professionnelle
- Champion de Russie et vainqueur de la VTB United League 2021 avec le CSKA Moscou
- Vainqueur de la coupe Gomelsky (en) (2020)
- Champion de la NBA G League (2018)